# Kotova špica
Kotova špica je 2376 m visoka gora v Julijskih Alpah. Vrh s svojo značilno južno steno, ki pada na Kotovo sedlo, zaključuje s sosednjimi V Koncu špico, Vevnico, Strugom in Poncami enovit greben, ki ločuje dolini Planice in Mangrtskih jezer. Razen Kotove špice, ki leži celotna na ozemlju Slovenije, pa ostali vrhovi v grebenu tvorijo naravno državno mejo med Italijo in Slovenijo. Na vrh se je še najlažje povzpeti iz doline Loške Koritnice, po zelo zahtevnem brezpotju čez zahodno ostenje in škrbino med vrhovoma V Koncu špice in Kotove špice, koder je nekdaj vodila zavarovana pot, opuščena po drugi svetovni vojni. V bližini se nahajata bivaka na Kotovem sedlu (1.965 m) in Trbiž (it. Tarvisio, 2.150 m) na Robu nad Zagačami.

## Galerija
- Kotova špica z Jalovcem, z vrha V Koncu špice.
- Vzhodno ostenje Kotove špice in V Koncu špice s sedlom proti Vevnici.
- Zahodno ostenje V Koncu špice in Kotove špice, izpod Roba nad Zagačami.